# Aeroportul Letung
Aeroportul Letung (IATA: LMU, ICAO: WIDL) este un aeroport din Kepulauan Anambas⁠(d), Kepulauan Riau⁠(d), Indonezia.
Situat la o altitudine de 10 m, aeroportul dispune de o singură pistă.